# 268-я истребительная авиационная дивизия
268-я истребительная авиационная дивизия (268-я иад) — соединение Военно-Воздушных сил (ВВС) вооружённых сил СССР в Великой Отечественной войне.

## Наименования
- манёвренная авиационная группа ВВС Юго-Западного фронта;
- 268-я истребительная авиационная дивизия;
- 6-я гвардейская истребительная авиационная дивизия (18.03.1943 г.);
- 6-я гвардейская истребительная авиационная Донская дивизия (04.05.1943 г.);
- 6-я гвардейская истребительная авиационная Донская Краснознамённая дивизия (25.04.1944 г.);
- 6-я гвардейская истребительная авиационная Донско-Сегедская Краснознамённая дивизия (31.10.1944 г.);
- 6-я гвардейская истребительная авиационная Донско-Сегедская Краснознамённая ордена Суворова дивизия (04.06.1945 г.);
- Войсковая часть (Полевая почта) 10362;
- Войсковая часть (Полевая почта) 57643 (01.10.1951 г.).

## История дивизии
268-я истребительная авиационная дивизия сформирована 11 июня 1942 года на основании Приказа НКО № 00119 от 9 июня 1942 года на базе манёвренной авиационной группы ВВС Юго-Западного фронта.
С июня по декабрь 1942 года в составе 8-й воздушной армии Юго-Западного, затем Сталинградского, фронта вела боевые действия на харьковском направлении и участвовала в битве под Сталинградом. За это время произвела 5278 боевых самолёто-вылетов и уничтожила 229 самолётов противника. В ходе напряжённых воздушных боёв с превосходящими силами авиации противника лётчики дивизии показали высокое мастерство, отвагу и мужество.
В составе действующей армии дивизия находилась с 11 июня 1942 года по 18 марта 1943 года. Дивизия принимала участие в операциях:
- Воронежско-Ворошиловградская операция — с 28 июня 1942 года по 24 июля 1942 года.
- Донбасская операция — с 7 июля 1942 года по 24 июля 1942 года.
- Сталинградская битва — с 17 июля 1942 года по 2 февраля 1943 года.
- Котельниковская операция — с 12 декабря 1942 года по 30 декабря 1942 года.
- Ростовская операция — с 1 января 1943 года по 18 февраля 1943 года.
- Ворошиловградская операция — с 29 января 1943 года по 18 февраля 1943 года.

За стойкость и мужество, проявленные в боях частям дивизии присвоены гвардейские звания:
- 273-й истребительный авиационный полк за образцовое выполнение заданий командования и проявленные при этом мужество и героизм 22 ноября 1942 года преобразован в 31-й гвардейский истребительный авиационный полк на основании Приказа НКО СССР[4].
- 296-й истребительный авиационный полк 18 марта 1943 года за образцовое выполнение боевых задач и проявленные при этом мужество и героизм на основании Приказа НКО СССР[5]переименован в 73-й гвардейский истребительный авиационный полк.
- 2-й истребительный авиационный полк 18 марта 1943 года за образцовое выполнение боевых задач и проявленные при этом мужество и героизм на основании Приказа НКО СССР переименован в 85-й гвардейский истребительный авиационный полк[5],

а сама 268-я истребительная авиационная дивизия за боевые заслуги и мужество, проявленные в боях с немецко-фашистскими захватчиками, Приказом НКО СССР 18 марта 1943 года была переименована в 6-ю гвардейскую истребительную авиационную дивизию.

## Командиры дивизии
| Звание                  | Ф. И. О.                 | Период                  | Примечание                    |
| ----------------------- | ------------------------ | ----------------------- | ----------------------------- |
| Подполковник            | Рязанов Андрей Матвеевич | 11.06.1942 — 05.07.1942 | назначен командиром 282-й иад |
| Подполковник, Полковник | Сиднев Борис Арсеньевич  | 06.07.1942 — 18.03.1943 |                               |

## В составе объединений
С 31 декабря 1942 года по 18 марта 1943 года — в составе 8-й Воздушной Армии Южного Фронта.
| Дата          | Фронт (округ)        | Армия               | Примечание |
| ------------- | -------------------- | ------------------- | ---------- |
| 11.06.1942 г. | Юго-Западный фронт   | ВВС фронта          |            |
| 12.06.1942 г. | Юго-Западный фронт   | 8-я воздушная армия | -          |
| 12.07.1942 г. | Сталинградский фронт | 8-я воздушная армия | -          |
| 15.09.1942 г. | Юго-Восточный фронт  | 8-я воздушная армия | -          |
| 28.09.1942 г. | Сталинградский фронт | 8-я воздушная армия | -          |
| 31.12.1942 г. | Южный фронт          | 8-я воздушная армия | -          |

## Состав дивизии
| Полк                                             | Период                     | Примечание                                           |
| ------------------------------------------------ | -------------------------- | ---------------------------------------------------- |
| 273-й истребительный авиационный полк            | 12.06.1942 — 22.11.1942 г. | переименован в 31-й гв. иап                          |
| 31-й гвардейский истребительный авиационный полк | 22.11.1942 — 18.03.1943 г. | вошёл в состав 6-й гв. иад                           |
| 659-й истребительный авиационный полк            | 13.06.1942 — 07.07.1942 г. | убыл 16-й запасной истребительный авиационный полк   |
| 9-й гвардейский истребительный авиационный полк  | 15.06.1942 — 18.03.1943 г. | вошёл в состав 6-й гв. иад                           |
| 512-й истребительный авиационный полк            | 19.06.1942 — 20.07.1942 г. | убыл в состав 220-й иад                              |
| 297-й истребительный авиационный полк            | 07.07.1942 — 28.07.1942 г. | убыл 2-й запасной истребительный авиационный полк    |
| 440-й истребительный авиационный полк            | 25.07.1942 — 20.08.1942 г. | убыл 1-й запасной истребительный авиационный полк    |
| 296-й истребительный авиационный полк            | 06.08.1942 — 18.03.1943 г. | переименован в 73-й гв. иап                          |
| 11-й истребительный авиационный полк             | 25.08.1942 — 25.12.1942 г. | убыл 13-й запасной истребительный авиационный полк   |
| 126-й истребительный авиационный полк            | 26.08.1942 — 12.09.1942 г. | убыл в 6-й иак ПВО                                   |
| 2-й истребительный авиационный полк              | 01.10.1942 — 07.10.1942 г. | убыл в 8-й запасной истребительный авиационный полк  |
| 274-й истребительный авиационный полк            | 23.10.1942 — 04.01.1943 г. | убыл в 20-й запасной истребительный авиационный полк |
| 2-й истребительный авиационный полк              | 01.01.1943 — 18.03.1943 г. | переименован в 85-й гв. иап                          |
| штрафная истребительная авиационная эскадрилья   | 09.09.1942 — 01.12.1942    |                                                      |

| Як-9 | Як-9УМ | Як-9 |

## Отличившиеся воины дивизии
- Абрамашвили, Николай Георгиевич, капитан, лётчик 273-го истребительного авиационного полка 268-й истребительной авиационной дивизии 8-й воздушной армии Сталинградского фронта, Герой Российской Федерации. Посмертно (1995).
- Жердий Евгений Николаевич, лейтенант, командир звена 273-го истребительного авиационного полка 268-й истребительной авиационной дивизии 8-й воздушной армии Юго-Западного фронта Указом Президиума Верховного Совета СССР от 5 ноября 1942 года удостоен звания Герой Советского Союза. Посмертно.
- Глазов Николай Елизарович, заместитель командира 1-й эскадрильи 31-го гвардейского истребительного авиаполка 268-й истребительной авиадивизии 8-й воздушной армии Южного фронта Указом Президиума Верховного Совета СССР от 1 мая 1943 года удостоен звания Герой Советского Союза. Золотая Звезда № 954.
- Ковачевич Аркадий Фёдорович, старший лейтенант, командир эскадрильи 9-го гвардейского истребительного авиационного полка 268-й истребительной авиационной дивизии 8-й воздушной армии Указом Президиума Верховного Совета СССР от 1 мая 1943 года удостоен звания Герой Советского Союза. Золотая Звезда № 956.
- Лавриненков Владимир Дмитриевич, младший лейтенант, заместитель командира эскадрильи 9-го гвардейского истребительного авиационного полка 268-й истребительной авиационной дивизии 8-й воздушной армии Указом Президиума Верховного Совета СССР от 1 мая 1943 года удостоен звания Герой Советского Союза. Золотая Звезда № 957.
- Мартынов Александр Васильевич, заместитель командира эскадрильи 296-го истребительного авиационного полка 268-й истребительной авиационной дивизии 8-й воздушной армии Указом Президиума Верховного Совета СССР от 12 августа 1942 года удостоен звания Героя Советского Союза. Золотая Звезда № 725.
- Решетов Алексей Михайлович, командир эскадрильи 31-го гвардейского истребительного авиационного полка 268-й истребительной авиадивизии 8-й воздушной армии Южного фронта, гвардии капитан 1 мая 1943 года удостоен звания Герой Советского Союза. Золотая Звезда № 732.
- Соломатин Алексей Фролович, старший лейтенант, командир эскадрильи 296-го истребительного авиационного полка 268-й истребительной авиационной дивизии 8-й воздушной армии Указом Президиума Верховного Совета СССР от 1 мая 1943 года удостоен звания Герой Советского Союза. Золотая Звезда № 955.